# Her Redemption (film 1913)
Her Redemption è un cortometraggio del 1913 diretto da Allen Ramsey.

## Produzione
Il film fu prodotto dalla Edison Company. Venne girato con il sistema del Kinetophone (chiamato anche Phonokinetoscope), uno dei primi tentativi di cinema sonoro inventati da Edison e Dickson per creare un sistema di cinema sonoro già dal 1893, quando fu presentato all'Esposizione Mondiale di Chicago. Nel 1913, Edison presentò il nuovo Kinetophone, girando una serie di film che utilizzavano il suo nuovo procedimento sonoro.

## Distribuzione
Distribuito dalla General Film Company.